# Diplonevra sesquicornis
Diplonevra sesquicornis är en tvåvingeart som beskrevs av Schmitz 1927. Diplonevra sesquicornis ingår i släktet Diplonevra och familjen puckelflugor. Inga underarter finns listade i Catalogue of Life.